# المسيحية في ليتوانيا

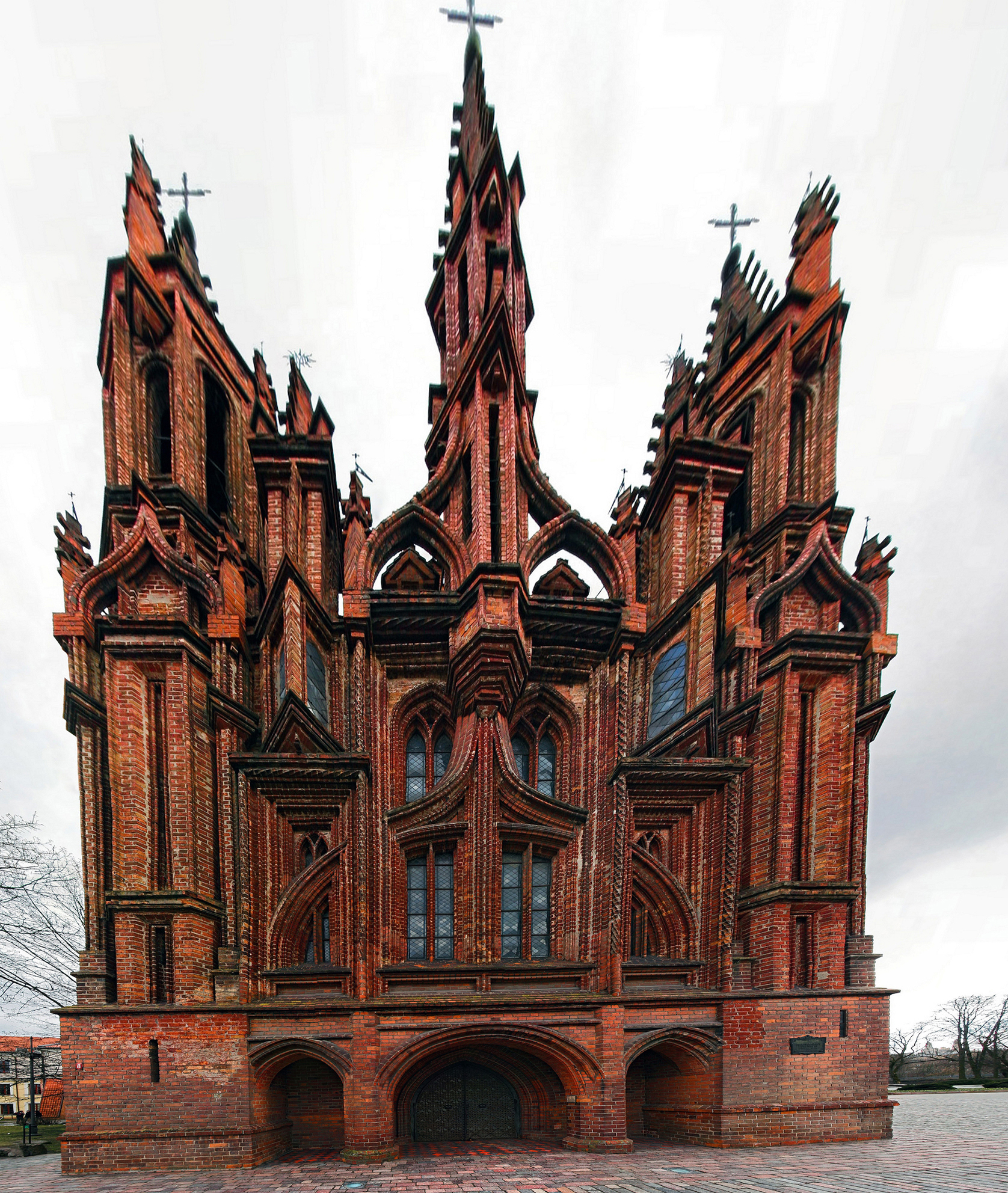
كنيسة القديسة حنة بالبلدة القديمة في فيلنيوس.

تُشكل المسيحية في ليتوانيا أكثر الديانات انتشاراً بين السكان، وتأتي في مقدمة الطوائف المسيحية الكنيسة الرومانية الكاثوليكية. وتعد ليتوانيا البلد الأكثر كاثوليكية في دول البلطيق، حيث في التعداد السكاني لعام 2011 عرّف حوالي 77.2% من السكان أنفسهم ككاثوليك. هناك أيضًا مجموعات أصغر من اللوثريين والبروتستانت الإنجيليين الأخرى، فضلًا عن أتباع الديانات الأخرى.
كانت ليتوانيا بلاد وثنية انتشرت فيها الكنيسة الكاثوليكية وأصبحت الديانة السائدة على نطاق واسع في أواخر القرن القرن الرابع عشر. وكانت عملية التنصير وقعت في دوقية ليتوانيا الكبرى في عام 1387، بمبادرة من ملك بولندا ودوق ليتوانيا يوغيلا وابن عمه فيتاوتاس، والتي تدل على التبني الرسمي للمسيحية بواسطة الليتوانيون، الأمة الوثنية الأخيرة في أوروبا. انتهى هذا الحدث كواحدًا من أطول وأكثر عمليات التنصير تعقيدًا في التاريخ الأوروبي.
وفقًا لدراسة قامت بها مركز بيو للأبحاث عام 2016 تحت اسم الدين والتعليم حول العالم يُعتبر مسيحيي ليتوانيا واحدة من المجتمعات المسيحيَّة الأكثر تعليمًا حيث أن حوالي 53% من المسيحيين في ليتوانيا حاصلين على تعليم عال ومن حملة الشهادات الجامعيَّة. وتضم البلاد إحدى أكبر التجمعات للشبّان المسيحيين المتدينين في الإتحاد الأوروبي.

## تاريخ

### العصور الوسطى

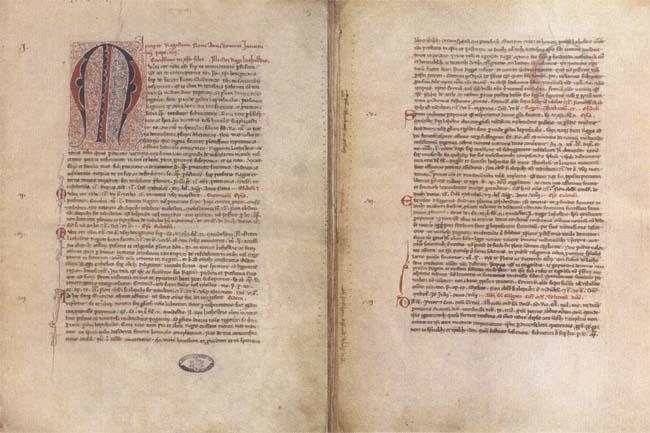
مرسوم البابا إنوسنت الرابع في 1251، وفيه يأمر أسقف مدينة تشمنو تتويج مينداوغاس ملكًا على ليتوانيا، وتعيين أسقف ليتوانيا، وبناء كاتدرائية.

منذ أوائل القرن الثالث عشر، تم إنشاء اثنين من التنظيمات العسكريّة الرهبانيّة الصليبيَّة الألمانية، وهم النظام الليفوني وفرسان تيوتون، وتأسست أولى معاقلها على ضفاف نهر دفينا وأراضي تشيمنو على التوالي. ومع تحول السكان إلى المسيحية، شرعت المنظمات العسكريَّة الصليبيَّة في غزو جزء كبير من المنطقة والتي هي الآن لاتفيا وإستونيا، بالإضافة إلى أجزاء من ليتوانيا. وردًا على ذلك، اتحد عدد من الجماعات القبلية البلطيقية الصغيرة تحت حكم مينداوغاس. في عام 1250، دخلت مينداوغاس في اتفاق مع النظام الليفوني؛ بحيث وافقت على المعمودية (الفعل وقع في عام 1251) والتخلي عن ادعائه على بعض الأراضي في غرب ليتوانيا، بعد ذلك تمكن مينداوغاس من الصمود أمام هجوم عسكري من التحالف المتبقي في 1251، وبدعم من الفرسان، حيث ظهر كمنتصر لتأكيد حكمه على ليتوانيا. في 17 يوليو من عام 1251، وقع البابا إنوسنت الرابع اثنين من المراسيم البابويَّة التي أمرت أسقف مدينة تشمنو تتويج مينداوغاس ملكًا على ليتوانيا، وتعيين أسقف ليتوانيا، وبناء كاتدرائية. في عام 1253، تُوِّج مينداوغاس وتم تأسيس مملكة ليتوانيا للمرة الأولى والوحيد في التاريخ الليتواني. في عام 1260، وافق ساموجيتيانز، بعدما أنتصر على فرسان تيوتون في معركة دورب، على الخضوع إلى حكم مينداوغاس بشرط أن يتخلى عن الدين المسيحي. امتثل الملك بإنهاء التحول الطارئ لبلده، وتجددت الحرب المضادة لفرسان تيوتون (في النضال من أجل ساموجيتيا) ووسع من حيازاته الروثينية. ليس من الواضح ما إذا كان هذا مصحوبا لردته الدينية. وكان مينداوغاس المؤسس الرئيسي للدولة الليتوانية. أسس لفترة من الوقت مملكة مسيحية تحت سيطرة البابا بدلاً من الإمبراطورية الرومانية المقدسة.

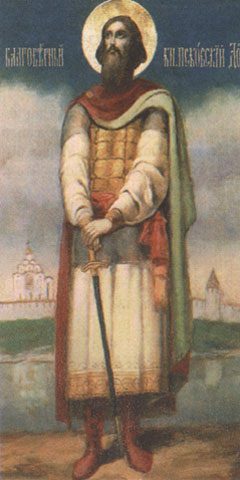
دومانتاس من بسكوف: زعيم عسكري ليتواني لإمارة بسكوف بين 1266 وحوالي 1299، وقديس في الكنيسة الأرثوذكسية الشرقية.

قتل مينداوغاس في عام 1263 من قبل دومانتاس من بسكوف وترينيوتا، وهو الحدث الذي أدَّى إلى اضطرابات كبيرة واشعال الحرب الأهلية. ترينيوتا، الذي تولى حكم الأراضي الليتوانية، قتل توتفيلاس، وقام بقتل نفسه فيما بعد عام 1264. حكم من بعده فايسفيلكاس ابن مينداوغاس. وكان أول دوق ليتواني معروف أصبح مسيحيًا أرثوذكسيًا وأستقر في روثينيا، وحدد نمطًا أتبعه كثيرون آخرون. قتل فايسفيلكاس في عام 1267 والذي أسفر عن صراع على السلطة بين شفارن وترادينيس؛ والذي انتهى في انتصار لهذا الأخير. كان عهد ترادينيس (1269-1282) أطول وأكثر استقرارًا خلال فترة الاضطرابات. قام ترادينيس بإعادة توحيد جميع الأراضي الليتوانية، وداهم مرارًا وتكرارًا روثينيا وبولندا بنجاح، وهزم فرسان تيوتون في بروسيا وفي ليفونيا في معركة ايزكراوكل في عام 1279. وكانت ليتوانيا الوثنية هدفًا للحملات الصليبية المسيحية الشمالية والتي قادتها التنظيمات العسكريّة الرهبانيّة الصليبيَّة الألمانية، وهم النظام الليفوني وفرسان تيوتون. بعد وفاة ترادينيس، انتهى الفرسان الصلبيين من فتح أراضي قبائل البلطيق الغربيَّة، وكان بإمكانهم التركيز على ليتوانيا، وخاصة على ساموجيتيا، لربط فرعين من النظام. وشرع فرسان تيوتون في غزو أراضي قبائل البلطيق الأخرى: نادروفيان وسكالفيان بين الأعوام 1274 حتى 1277 ويوتفينيانز في عام 1283. وأكمل النظام الليفوني غزوه لسيميغاليا في عام 1291.
أستولت عائلة جيديميناس، والتي كان أفرادها على وشك تشكيل سلالة ليتوانيا العظيمة، على حكم دوقية ليتوانيا الكبرى في عام 1285 تحت بوتجيديس. وكان على السلالة التعامل مع الغارات المستمرة من قبل فرسان تيوتون، وقام بمحاربة الكوتونات التوتونيَّة، وإلى جانب ذلك قام بجهود دبلوماسية داهية من خلال التعاون مع حكومة ريغا في عام 1322 وعام 1323 من خلال الاستفادة من الصراع بين الفرسان ورئيس الأساقفة فريدريش فون بيرنشتاين من ريغا. وقام جيديميناس بتوسيع الروابط الدولية لليتوانيا من خلال إجراء المراسلات مع البابا يوحنا الثاني والعشرون وكذلك مع الحكام ومراكز السلطة الأخرى في أوروبا الغربية، ودعا المستعمرين الألمان إلى الإستقرار في ليتوانيا. وردًا على شكاوى جيديميناس حول العدوان من فرسان تيوتون، أجبر البابا الفرسان على معاهدة سلام لمدة أربع سنوات مع ليتوانيا في عام 1324. وقد حاول مندوبين البابا في نشر المسيحية في ليتوانيا، لكن المحاولة لم تحقق أي نجاح. ومنذ عصر مينداوغاس، حاول حكام البلاد كسر العزلة الثقافيَّة لليتوانيا، من خلال الانضمام إلى العالم المسيحي الغربي، وبالتالي حماية الأراضي الليتوانيَّة من غزوات فرسان تيوتون، ولكن الفرسان وغيرها من المصالح تمكنت من عرقلة العملية. في القرن الرابع عشر، حاول الدوق غيديمين التعمد (1323-1324) وتطبيق المسيحية الكاثوليكية في بلاده، حيث في أكتوبر من عام 1323 اجتمع في فيلنا ممثلون لرئيس أساقفة ريغا وأسقف دوربات وملك الدنمارك وممثلين عن الإرساليات الدومنيكية والفرنسيسكانية، وزعيم الفرسان التيوتونيين، عندما نفذ غيديمين وعوده وتعهد بأن يتم تعميده حال وصول المندوبين البابويين. وتم توقيع ميثاق في فيلنا، «باسم العالم المسيحي بأجمعه»، بين غيديمين والمندوبين، يؤكد الامتيازات الموعودة. لكن محاولة أحبطت من قبل الحكام الساموجيتيين وجديميناس الأرثوذكس.
شكل حكم آل جيديميناس على دوقية ليتوانيا الكبرى أهمية كبرى في التاريخ الليتواني حيث كانت المرة الأولى التي اعترف في ليتوانيا كقوة عظمى، ويرجع ذلك أساسًا إلى مدى توسعها الإقليمي إلى روثينيا. وكانت ليتوانيا حالة فريدة من نوعها في أوروبا حيث كانت مملكة «وثنية» وقوة عسكرية سريعة النمو معلقة بين عوالم المسيحية البيزنطية واللاتينية. في القرن الرابع عشر، قبل العديد من الأمراء الليتوانيين الذين كانوا يحكمون أراضي روس الديانة المسيحية على مذهب الأرثوذكسية الشرقية، وتبنوا الأعراف والأسماء الروثينية من أجل الاندماج في ثقافة رعاياهم. ومن خلال هذه الوسائل، تم الاندماج في هيكل الدولة الليتوانية دون إزعاج أساليب الحياة المحلية. وكانت الأراضي الروثينية المكتسبة أكبر بكثير، وأكثر كثافة سكانية وأكثر تطورًا من حيث تنظيم الكنيسة ومحو الأمية من أراضي ليتوانيا الأساسية. وهكذا تمكنت الدولة الليتوانية من العمل بسبب مساهمات ممثلي الثقافة الروثينية.

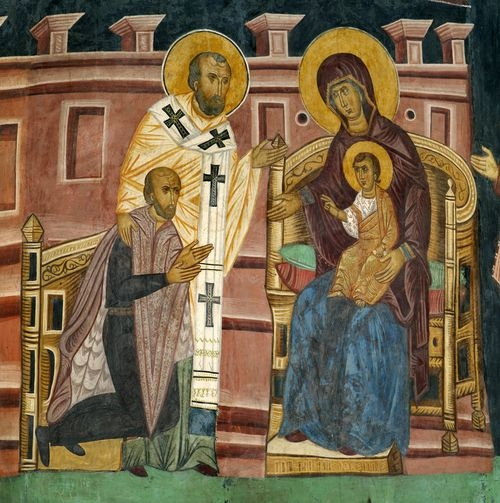
جدارية بيزنطيَّة تصور ركوع يوغيلا دوق ليتوانيا الأكبر أمام مريم العذراء.

في حوالي عام 1318، تزوج الجديميناس الابن الأكبر لجرداس من ماريا فيتبسك، ابنة الأمير ياروسلاف من فيتبسك، واستقر في فيتبسك لحكم الإمارة. ومن من بين أصل سبعة أبناء لجيديميناس، بقي أربعة منهم على الديانة وثنية في حين تحوّل ثلاثة منهم إلى المسيحية على مذهب الأرثوذكسية الشرقيَّة. عند وفاته، قسم جيديميناس امارته بين الأبناء السبعة، ولكن الوضع العسكري الهش في ليتوانيا، وخاصًة على الحدود التوتونية، أجبر الإخوة على الحفاظ على البلاد معًا. من عام 1345، تولى ألجيرداس منصب الدوق الأكبر في ليتوانيا. واستمرت الحرب مع فرسان تيوتون منذ عام 1345، وفي عام 1348 هُزم الفرسان الليتوانيين في معركة ستريفا. وطلب كستوتيس شقيق ألجيرداس من كازيمير الثالث الأعظم ملك بولنجا التوسط مع البابا على أمل تحويل ليتوانيا إلى المسيحية، ولكن النتيجة كانت سلبية، حيث أخذت بولندا من ليتوانيا في عام 1349 منطقة هاليتش وبعض الأراضي الروثينية إلى الشمال. وتحسنت حالة ليتوانيا من عام 1350، عندما شكل ألجيرداس تحالفًا مع إمارة تفير. وتنازلت ليتوانيا عن هاليتش، مما أدى إلى عقد السلام مع بولندا في عام 1352. وشرع ألجيرداس وكيستوتيس في تنفيذ سياسات لتوسيع أراضي ليتوانيا.
توفي ألجيرداس في عام 1377، وأصبح ابنه يوغيلا دوق ليتوانيا الأكبر بينما كان كستوتيس لا يزال على قيد الحياة. وكان الضغط التوتوني في ذروته، وكان يوغيلا يميل إلى التوقف عن الدفاع عن ساموجيتيا من أجل التركيز على الحفاظ على الإمبراطورية الروثينية الليتوانيَّة. في عام 1386 تم تعميده بعد زواجه من ملكة بولندا جادويغا دي أنجو، وفي عام 1387، أقر يوغيلا تحول ليتوانيا إلى اعتناق الديانة المسيحية. وتولى مُلك بولندا منفردًا بدايةً من عام 1399، وذلك عقب وفاة جادويغا ملكة بولندا، واستمر حكمه للبلاد لمدة خمسة وثلاثين عامًا، ويرجع له الفضل في إرساء قواعد الإتحاد البولندي الليتواني. ويعتبر يوغيلا آخر حاكم وثني لدوقية لتوانيا في العصور الوسطى. وبعد أن أصبح ملكًا لبولندا، بعد تشكيل اتحاد كرافو، واجه الاتحاد البولندي الليتواني المشكل حديثًا القوة المتنامية لفرسان تيوتون. وحكمت سلالة ياغيلون الملكية كلتا الدولتين حتى عام 1572، وأصبحت واحدة من الأسر الحاكمة الأكثر نفوذًا في أوروبا الوسطى والشرقية، وذلك في أواخر العصور الوسطى وأوائل الحقبة الحديثة.
كان العديد من الأمراء الروثينيون مسيحيين الأرثوذكس، كما تحول العديد من الأمراء الليتوانيين إلى الأرثوذكسية، وكانت الكنائس والأديرة الروثينية منازل للرهبان المتعلمين، من خلال كتاباتهم (بما في ذلك ترجمات الإنجيل مثل الأناجيل أوسترومير) ومجموعات من الفن الديني. كان يوجد في فيلنيوس في القرن الرابع عشر حي روثيني يسكنه مواطنون أرثوذكس ليتوانيين، وضم الحي كنيستهم. وكان دكان الدوق الكبير في فيلنيوس يعمل من قبل الكنيسة الأرثوذكسية، كما وتعبد الروثينين باللغة السلافونيَّة الكنسيَّة، يذكر أن أهم وثائق الدوقية الكبرى، مثل متريكا الليتوانية وسجلات ليتوانيا والنظام الأساسي لليتوانيا، كانت مكتوبة بهذه اللغة.

#### سلالة جيديمينز

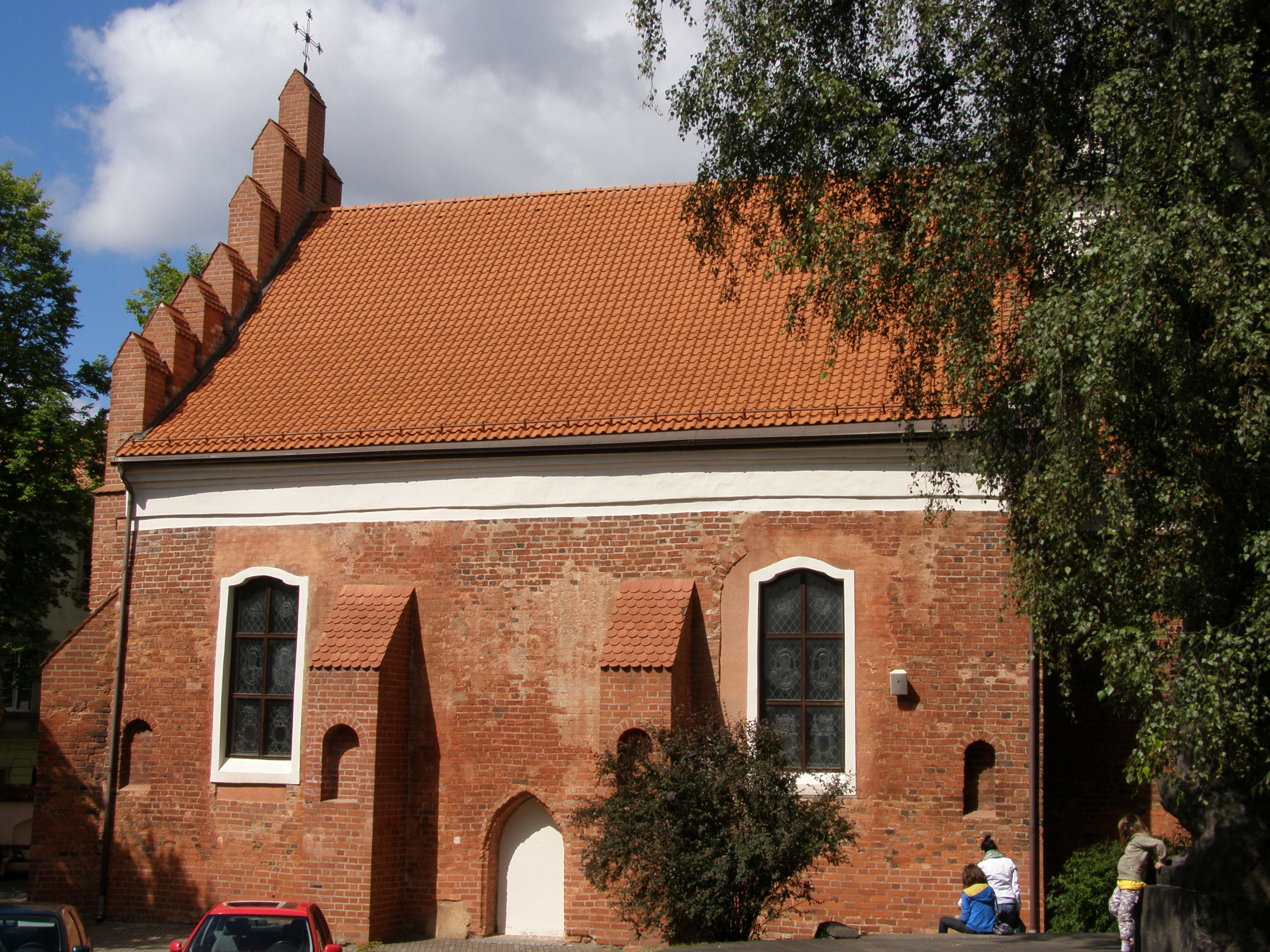
كنيسة القديس نقولا في فيلنيوس؛ وهي أقدم كنيسة في ليتوانيا.

مع توسع قوة دوقات أمير ليتوانيا إلى الجنوب والشرق، قام الروثينيون السلافيون الشرقيون بتأثير على الطبقة الحاكمة في ليتوانيا. وجلبوا معهم القداس باللغة السلافونيَّة الكنسيَّة وهي لغة وضعت لخدمة احتياجات المحكمة الليتوانية وقامت إنتاج وثائق لبضعة قرون. وبهذه الوسائل حوَّل الروثينيون فيلنيوس إلى مركز رئيسي لحضارة كييف روس. ومع قبول يوغيلا دوق ليتوانيا الأكبر المسيحيَّة على مذهب الكاثوليكيَّة في عام 1385، كانت العديد من أفراد عائلته قد استوعبوا إلى حد كبير في المسيحية الأرثوذكسية وأصبحت الأرثوذكسية متجذرة (جزئيًا نتيجة للسياسة المتعمدة من البيت الحاكم جيديمينيد). وكان التأثير الكاثوليكي على البلاد من خلال الاتصالات مع المستوطنين الألمان والتجار والمبشرين من ريغا، وقد تزايد التأثير الكاثوليكي في جميع أنحاء المنطقة الشمالية الغربية من الإمبراطورية، والمعروفة باسم ليتوانيا السليمة. وتواجد الفرنسيسكان والدومينيكان في فيلنيوس خلال زمن جيديميناس. وقام كل من كستوتيس في عام 1349 وألجيرداس في عام 1358 بالتفاوض مع البابا والإمبراطور الروماني المقدس وملك بولندا لتحول البلاد للمسيحيَّة. وهكذا فإن المسيحية في ليتوانيا شملت كلًا من الأشكال الكاثوليكيَّة والأرثوذكسيَّة. التحول بالقوة التي مارسها فرسان تيوتون كانت في الواقع عائقًا أخرَّ تقدم المسيحية الغربية في الدوقية الكبرى. ووافق يوغيلا على أن يصبح كاثوليكيًا وتعميده بعد زواجه من ملكة بولندا جادويغا دي أنجو في فبراير من عام 1386. وأعقب معمودية يوغيلا تبني ليتوانيا للمسيحية نهائيًا ورسميًا. وفي خريف عام 1386، عاد الملك إلى ليتوانيا وشارك في مراسم التحول الشامل وتنصير عامة الشعب. وقد رافق إنشاء الأسقفية في فيلنيوس في عام 1387 موقفًا سخيًا للغاية من المزارعين والفلاحين للكنيسة. أدى هذا على الفور إلى تحول الكنيسة الليتوانية إلى أقوى مؤسسة في البلاد. أما البويار الليتوانيون الذين قبلوا التعميد فكانوا يُكافأون بمزايا محدودة للغاية لتحسين حقوقهم القانونية. وتم منح سكان مدينة فيلنيوس الحكم الذاتي. وشرعت الكنيسة في مهمتها الحضارية لمحو الأمية وتطوير التعليم من خلال بناء شبكة من المدارس. وفي عام 1403 منع البابا فرسان تيوتون من شن حرب ضد ليتوانيا.

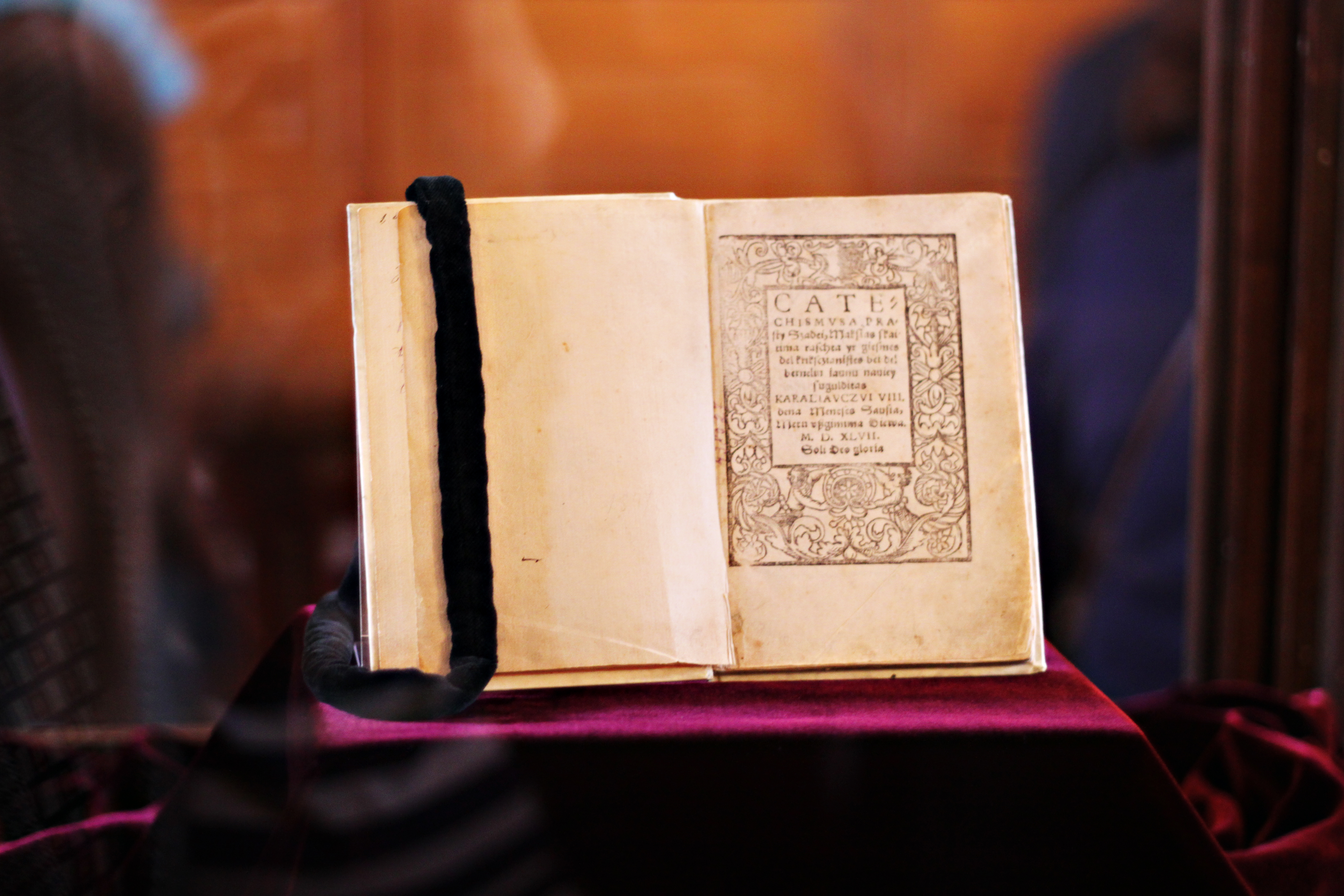
التعليم المسيحي لمارتيناس مافيداس؛ وهو أول كتاب مطبوع باللغة الليتوانيَّة.

وأسفرت علاقة السلالة مع بولندا إلى علاقات دينيَّة وسياسيَّة وثقافيَّة وزيادة للنفوذ الغربي بين النبلاء الليتوانيين الأصليين، وبدرجة أقل بين البويار الروثينيين الشرقيين والسكان الليتوانيين المحليين. مُنح الكاثوليك معاملة تفضيليَّة وإمكانية الوصول إلى المناصب العليا بسبب سياسات فيتاوتاس عام 1413 هدف تأكيد حكم النخبة الليتوانية الكاثوليكية على أراضي روس. هذه السياسات زادت من الضغوط على النبلاء للتحول إلى الكاثوليكية، وأصبحت فروع عائلة جيديمينز أبرز حكام البلاد. تحت فيتاوتاس بُنيت شبكة من المداراس، ووقعت ليتوانيا تحت تأثير الثقافة الأوروبية ودمجت بلاده مع التقاليد المسيحية الغربية الأوروبيَّة. بعد وفاة فيتاوتاس في عام 1430، اندلعت حرب أهلية أخرى (الحرب الأهلية الليتوانية من عام 1431 حتى عام 1435)، وحَكم ليتوانيا من قِبل خلفاء منافسين. بعد ذلك، كسر نبلاء ليتوانيا في مناسبتين الاتحاد بين بولندا وليتوانيا عن طريق اختيار الدوقات الكبرى من جانب واحد من سلالة ياغيلون. في عام 1440 نصبَّ اللوردات اللتوانيون كازيمير الرابع، الابن الثاني ليوغيلا، لحكم الدوقية الكبرى. وكانت العلاقة الدائمة بين الدولتين مفيدة للبولنديين والليتوانيين والروثينيين والكاثوليك والأرثوذكس، وكذلك لحكام ياغيلون أنفسهم، الذين ضمنوا حقوقهم الوراثيَّة في ليتوانية عمليًا من خلال انتخابهم كملوك وفقًا للعادات المحيطة الانتخابات الملكية في بولندا. ومنذ القرن السادس عشر إلى منتصف القرن السابع عشر، ازدهرت الثقافة والفنون والتعليم في ليتوانيا، مدفوعًا بعصر النهضة والإصلاح البروتستانتي. دخلت الأفكار اللوثرية للإصلاح إلى اتحاد ليفونيان بحلول عام 1520، وسرعان ما أصبحت اللوثرية الدين السائد في المناطق الحضرية في المنطقة في لاتفيا وإستونيا، في حين ظلَّت ليتوانيا كاثوليكية.

### الكومنولث البولندي الليتواني

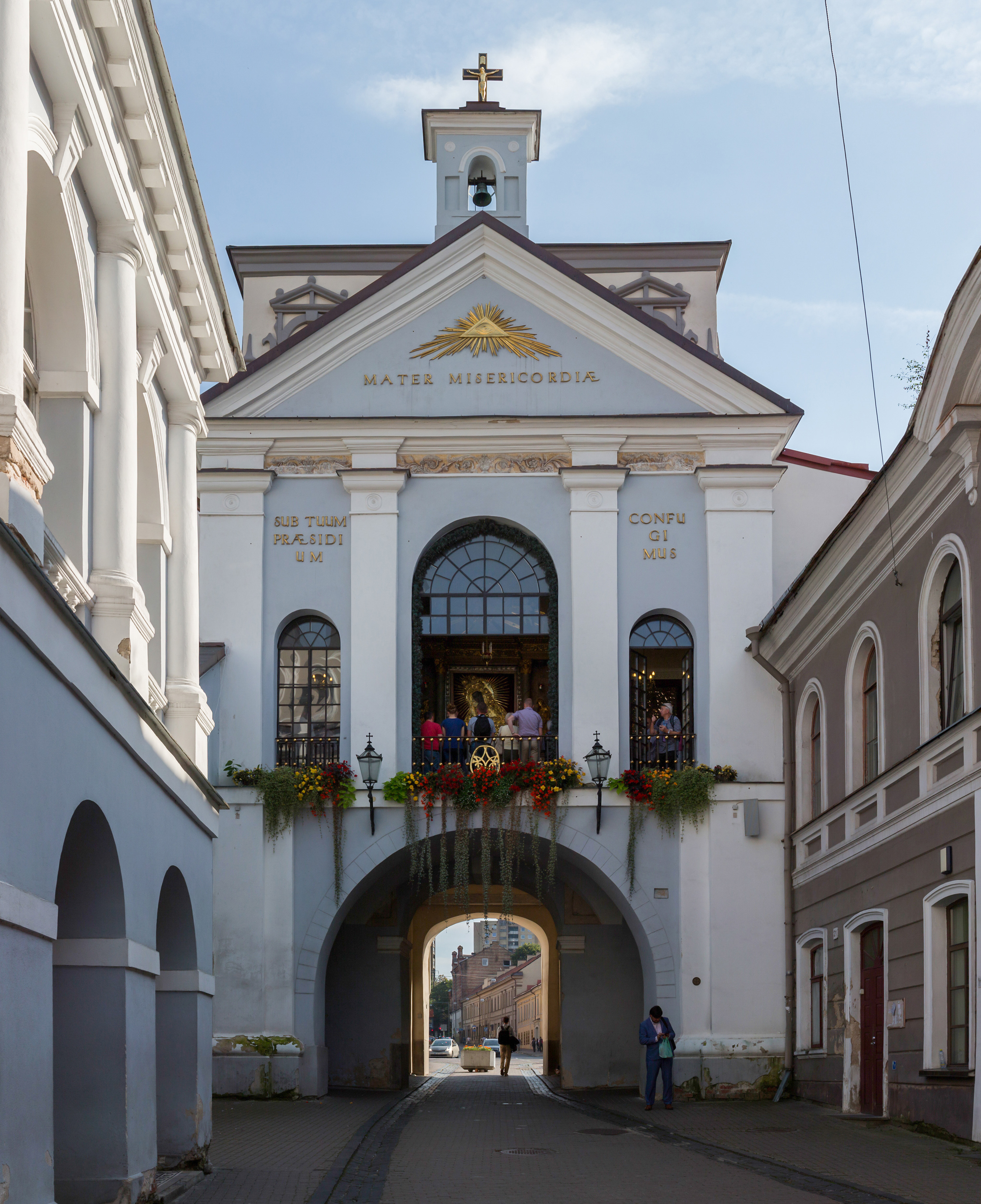
بوابة داون والتي تحوي على أيقونة سيدة داون؛ والتي تعود لعام 1630.

تشكلَّ الكومنولث البولندي الليتواني بعد اتحاد لوبلين بين مملكة بولندا ودوقية ليتوانيا في 1569. وامتلك الاتحاد الجديد نوعا فريدا من الحكم خاص به بين الدول التي كانت تعاصره النظام السياسي في الكومنويلث (المعروف باسم ديموقراطية النبلاء أو الحرية الذهبية) وكان يتسم بالضوابط الصارمة على السلطة الملكية. هذه الضوابط تم سنها من قبل السلطة التشريعية (مجلس النواب) التي تسيطر عليه طبقة النبلاء. هذا النظام السياسي كان له الكثير من المفاهيم المشتركة مع الديموقراطية الحديثة، ملكية دستورية وفدرالية. الدولتان المؤسستان للكومنويلث كانتا متساويتين في الحقوق، قبل سيادة بولندا كطرف في المعاهدة. امتاز الكومنولث البولندي الليتواني بمستوى عال من التنوع الثقافي والعرقي وتسامح ديني لا مثيل له في أوروبا المسيحية، مع ذلك مستوى ذلك تطر مع الوقت.
كان معظم السكان السلاف الشرقيين من الدوقية الكبرى في الغالب من أتباع الكنيسة الأرثوذكسية الشرقية، وكان ظل العديد من نبلاء الدولة الليتوانيَّة على مذهب الأرثوذكسيَّة. وخلافًا للشعب القاطن في عوالم ليتوانيا، تحولت أجزاء كبيرة من النبلاء في وقت تقريبا من اتحاد لوبلين في عام 1569 إلى المسيحية الغربية. بعد حركة الإصلاح البروتستانتي، تحولت العديد من العائلات النبيلة إلى الكالفينية في عقد 1550 وعقد 1560، لتعود لاحقًا مع الإصلاح المضاد في الكومنولث إلى الرومانيَّة الكاثوليكيَّة. وقد كان الوجود البروتستانتي والأرثوذكسي قويًا جدًا، لأنه وفقا لمصدر مبالغ فيه بلا شك في أوائل القرن السابع عشر، «لم يبق سوى ألف كاثوليكي» في ليتوانيا في ذلك الوقت.[a]
في أوائل جقبة الكومنولث البولندي الليتواني كان التسامح الديني هو القاعدة وصدر رسميًا من قبل اتحاد وارسو في عام 1573. وبحلول عام 1750 كان الكاثوليك الإسميين يشكلون حوالي 80% من سكان الكومنولث، والغالبية العظمى من المواطنين النبلاء والهيئة التشريعية بأكملها. في الشرق، كان هناك أيضًا أتباع في الكنيسة الأرثوذكسية الشرقية. ومع ذلك انقسم الكاثوليك في الدوقية الكبرى، حيث كان نصف الكاثوليك من أتباع الطقوس اللاتينية وذات ولاء قوي لروما. أما الآخرون (ومعظمهم من الروثينيين غير النبلاء) فقد اتبعوا الطقوس الشرقية، وكان يطلق عليهم بالوحدويين، وقد تأسست كنيستهم الكاثوليكية الشرقية خلال اتحاد بريست في عام 1596، واعترفوا بالطاعة الإسميَّة فقط لروما. في البداية حصلت الكنيسة الرومانية الكاثوليكية على امتيازات متقدمة مقابل تراجع نفوذ الكنيسة الأرثوذكسية. ومع ذلك بعد التقسيم الأول للكومنولث في عام 1772 حصل الأرثوذكس على دعم من الحكومة. وقد أولت الكنيسة الروسية الأرثوذكسية اهتمامًا خاصًا بالكنائس الكاثوليكية الشرقية وحاولت إعادتهم للمذهب الأرثوذكسيَّ. وكان التنافس سياسي وروحي وذلك من خلال بناء المدارس والضغط الذي مارسه النبلاء وأصحاب الأملاك. وبحلول عام 1800 أصبح أكثر من مليونين من أتباع الكنائس الكاثوليكية الشرقية أرثوذكس شرقيين، وحوالي 1.6 مليون بحلول عام 1839.

### العصور الحديثة

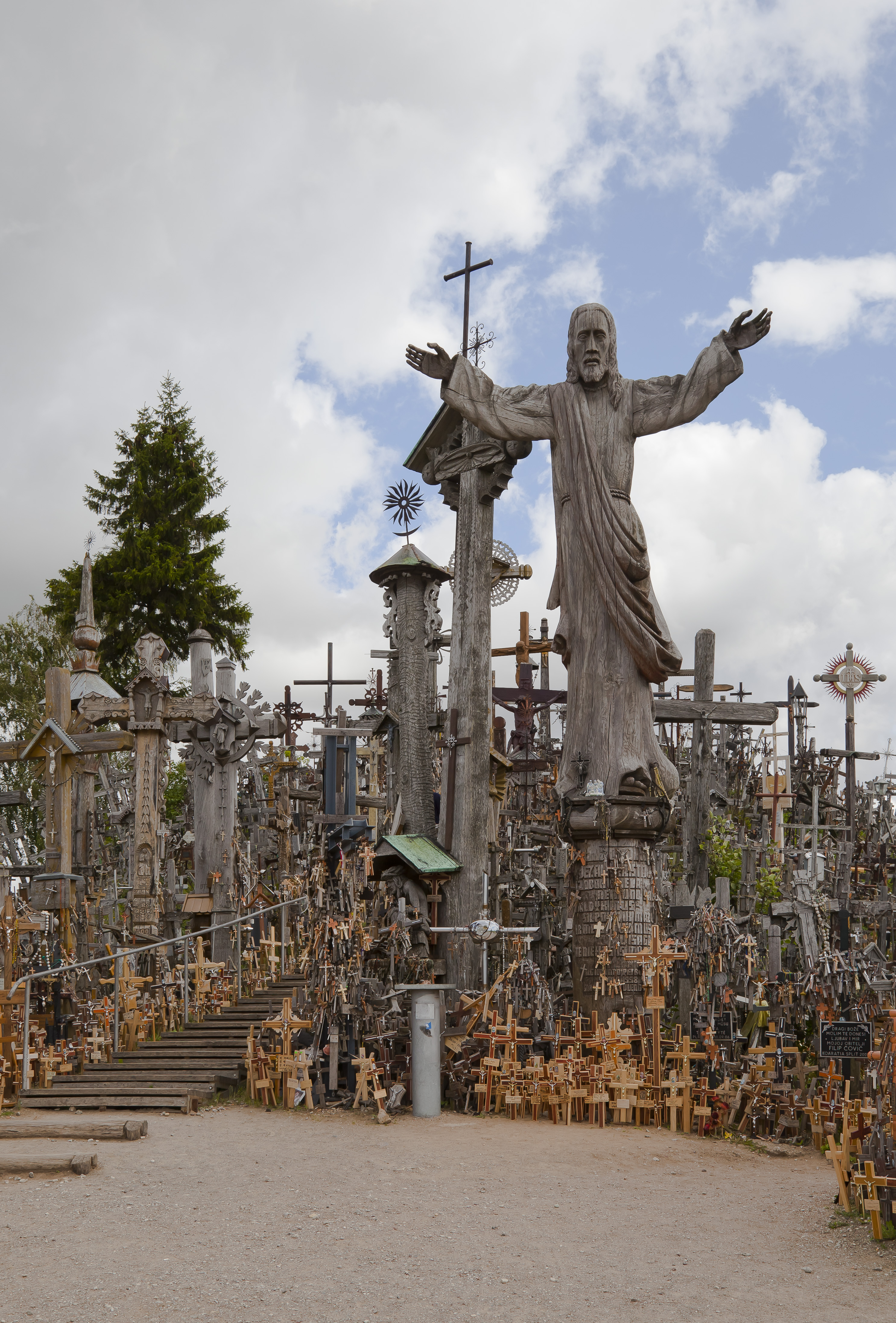
تل الصلبان؛ وهو مركز حج في ليتوانيا منذ فترة الإضطهادات خلال الحقبة السوفياتييَّة.

بعد عقود من القوة والعصر الذهبي، دخل الكومنويلث مرحلة انحطاط سياسي، واقتصادي وعسكري. في عام 1795 انحل الكومنويلث وأصبح معظم الأراضي الليتوانيَّة جزء من الإمبراطورية الروسية. وإعتنق السواد الأعظم من سكان ليتوانيا المسيحية دينًا، وانتمى أغلب المؤمنين بهذا الدين إلى المذهب الروماني الكاثوليكي، وذلك على خلاف السواد الأعظم من سكان الإمبراطورية الروسية، حيث انتمى أغلب السكان إلى المذهب الأرثوذكسي الروسي. خلال الصحوة القوميَّة الليتوانيَّة في القرن التاسع عشر ومع نمو الإحياء القومي، أصبحت السياسة الروسية أكثر قسوة. ووقعت هجمات ضد الكنائس الكاثوليكية في حين استمر الحظر على الصحافة الليتوانية. ومع ذلك، في أواخر القرن التاسع عشر تم رفع حظر على اللغة الليتوانية. وفي 5 ديسمبر من عام 1905 قدم النظام الروسي القيصري عددا من التنازلات نتيجة انتفاضة عام 1905. وقد سمح لدول البلطيق مرة أخرى باستخدام لغاتها الأصلية في التعليم والخطاب العام، وتم بناء الكنائس الكاثوليكية في ليتوانيا.
احتل الألمان ليتوانيا وجمهوريات البلطيق عام 1915، أثناء الحرب العالمية الأولى(1914-1915). في عام 1918 أُعلن الاستقلال. وتولى انتاناس سمتانا منصب رئيس جمهورية ليتوانيا في مايو 1926. وللمرة الأولى، فقدت الكتلة التي كان يقودها الحزب الديمقراطي المسيحي الليتواني الأغلبية وذهب إلى المعارضة. ووجهت لهه انتقادات حادة لتوقيعه على معاهدة عدم الاعتداء السوفياتية الليتوانية واتهمت «بالشفيا». ونتيجة للتوترات المتزايدة، تمت إزاحة الحكومة خلال انقلاب ليتوانيا عام 1926. وكان الانقلاب الذي نظمه الجيش، بدعم من اتحاد القوميين الليتوانيين والديمقراطيين المسيحيين الليتوانيين. وأدت فترة ما بين الحربين الحربيتين إلى تطوير الصحافة الليتوانية والأدب والموسيقى والفنون والمسرح فضلاُ عن نظام شامل للتعليم مع اللغة الليتوانية كلغة للتعليم. وتم توسيع شبكة المدارس الابتدائية والثانوية وأنشئت مؤسسات للتعليم العالي في كاوناس؛ وكان تأثير الكنيسة الرومانية الكاثوليكية كبير.
عند نشوب الحرب بين ألمانيا والاتحاد السوفياتي، قامت الأولى باحتلال جمهوريات البلطيق عام 1941، إلى أن أعاد الجيش الأحمر احتلالهم وإعادتهم تحت سيطرة الاتحاد السوفياتي. على امتداد تاريخ الجمهورية الليتوانية السوفيتية الاشتراكية أي بين الأعوام (1941-1991)، قمعت السلطات السوفياتية واضطهدت مختلف أشكال المسيحية بدرجات مختلفة تبعًا لحقبة محددة. إن السياسة السوفياتية المعتمدة على الأيديولوجية الماركسية اللينينة، جعلت الإلحاد المذهب الرسمي للإتحاد السوفيتي، وقد دعت الماركسية اللينينية باستمرار السيطرة والقمع، والقضاء على المعتقدات الدينية.
وكانت الدولة ملتزمة بهدم الدين، ودمرت الكنائس، سَخِرت من القيادات الدينينة وعرضتهم للمضايقات ونفذت بهم أحكام الإعدام، وأغرقت المدارس ووسائل الإعلام بتعاليم الإلحاد، وبشكل عام روجت للإلحاد على أنه الحقيقة التي يجب على المجتمع تقبلها. وتم ترحيل العديد من الشخصيات الفكرية الرائدة ومعظم الكهنة الكاثوليك، وعاد العديد منهم إلى ليتوانيا بعد عام 1953. وعلى الرغم من ذلك استمر اضطهاد الكنيسة الكاثوليكية بعد عقد 1953. بعد سقوط الاتحاد السوفياتي واستقلال ليتوانيا عام 1991؛ تم إلغاء التشريع المناهض للأديان ونص الدستور على ضمان حرية الدين، والفصل بين الكنيسة والدولة، والحقوق الفردية لخصوصية العقيدة والدين؛ ولا تزال التقاليد المسيحية ما تزال موجودة منها الاحتفال في عيد القديس يوحنا وعيد الميلاد وعيد الفصح. وفقاً لمركز بيو تربى نحو 95% من سكان ليتوانيا على المسيحية، بينما يعتبر 93% من السكان أنفسهم مسيحيين في عام 2017، أي أنَّ نسبة السكان المسيحيين مستقرة.
في سبتمبر من عام 2018 قام البابا فرنسيس بزيارة رعوية إلى دول البلطيق، خلال الزيارة ترأس البابا فرنسيس صباح قداساً في ليتوانيا، حيث خلف «الستار الحديدي» لعبت الكنيسة الكاثوليكية دوراً رئيسياً في المقاومة غير العنيفة للسوفيات وخصوصا في ليتوانيا الوحيدة بين دول البلطيق الثلاث ذات الغالبية الكاثوليكية. وقال البابا في رسالة فيديو موجهة لشعوب الدول الثلاث «تصادف زيارتي مع الذكرى المئويّة لاستقلال بلدانكم والتي ستُكّرِم جميع الذين ومن خلال تضحياتهم في الماضي جعلوا الحريّة ممكنة في الحاضر». وزار البابا فرنسيس في فيلنيوس متحف الاحتلالات والنضالات من أجل الحرية الذي أقيم في مقر الشرطة السرية النازية ثم الاستخبارات السوفياتية. وكانت من محطات الزيارة صلاته أمام نصب ضحايا حي اليهود في فيلنيوس بعد 75 عاماً على تدميره.

## الطوائف المسيحية

### الكاثوليكية

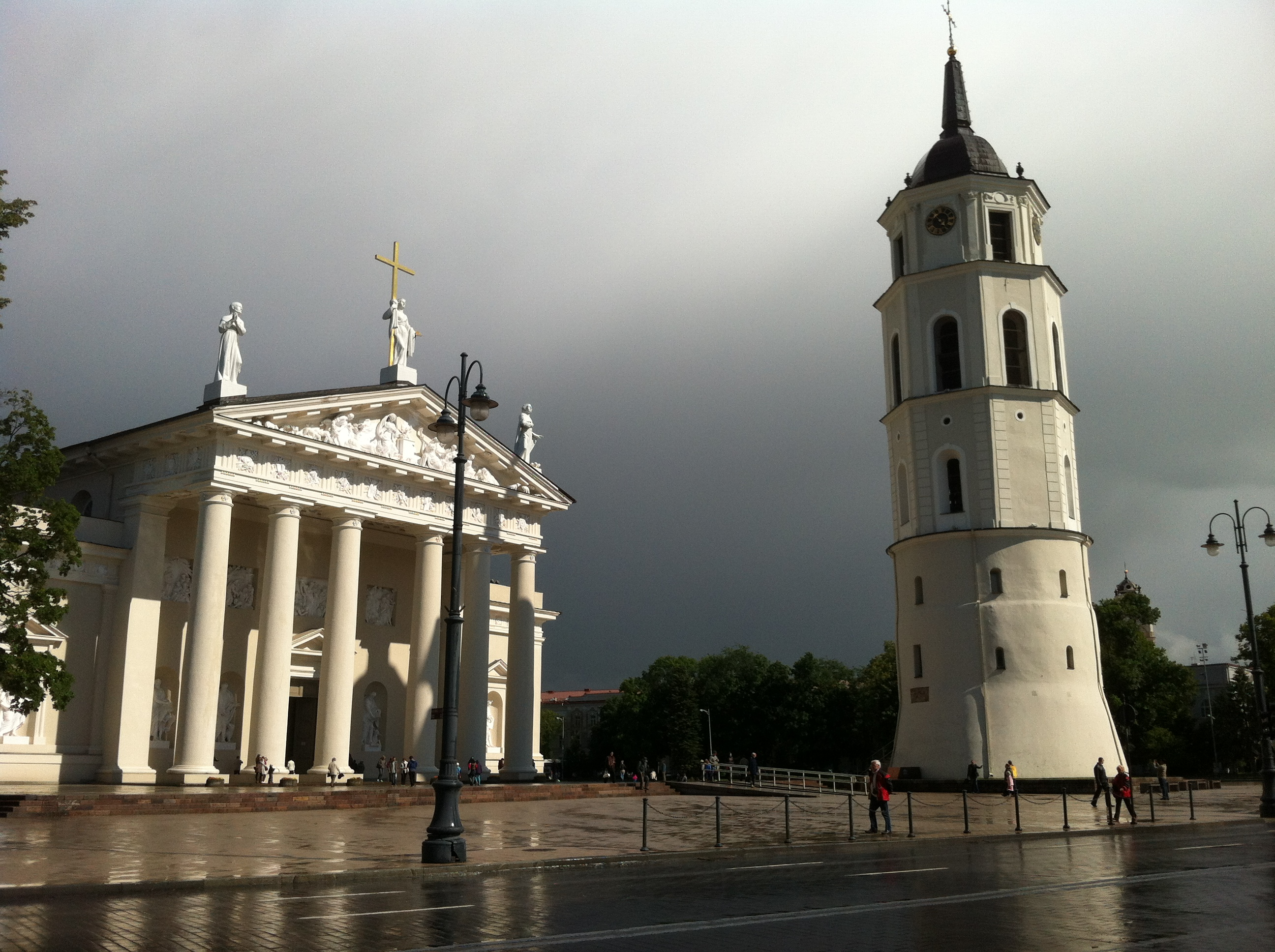
كاتدرائيَّة فيلنيوس الرومانيَّة الكاثوليكيَّة.

وفقًا للتعداد السكاني لعام 2011 ينتمي 77.2% من الليتوانيين إلى الكنيسة الكاثوليكية. ومنذ القرن الرابع عشر أعتبرت ليتوانيا دولة مسيحية وأمّة كاثوليكية. ويتوزع كاثوليك البلد على ثماني أبرشيات، بما في ذلك مطرانياتين. حافظت ليتوانيا على هويتها الكاثوليكية تحت حكم الإمبراطورية الروسية وفي وقت لاحق في إطار الاتحاد السوفياتي عندما قاد بعض القساوسة الكاثوليك المقاومة ضد النظام الشيوعي الذي يتم الاحتفال به في تلة الصلبان بالقرب من سياولياي، والذي تحول إلى مزار للمقاومة المناهضة للشيوعية. واصلت الكنيسة النشاط السياسي بعد الاستقلال ضد الاشتراكية والليبرالية، وخاصًة في المسائل الأخلاقيَّة.
بنيت الكنيسة الأولى في ليتوانيا، من المفترض من قبل الدوق الكبير مينداوغاس في القرن الثالث عشر وهي بحسب التقاليد كاتدرائية فيلنيوس، والتي دمرت مرارًا وتكرارًا في تاريخها الطويل. أقدم كنيسة على قيد الاستعمال هي كنيسة القديس نيقولا، والتي بنيت في القرنين الرابع عشر والخامس عشر، وتقع في فيلنيوس، ومبنيه على الطراز القوطي والروماني. وتعتبر كنيسة القديسة حنة تحفة من العمارة القوطية. وتختفظ كنيسة بوابة داون على أيقونة مريم العذراء أم الرحمة وهي أبرز المآثر المعمارية الكاثوليكية المبنيه على طزار عصر النهضة، وهي واحدة من الأماكن المقدسة في ليتوانيا والأكثر زيارة من قبل الحجاج.

### الأرثوذكسية

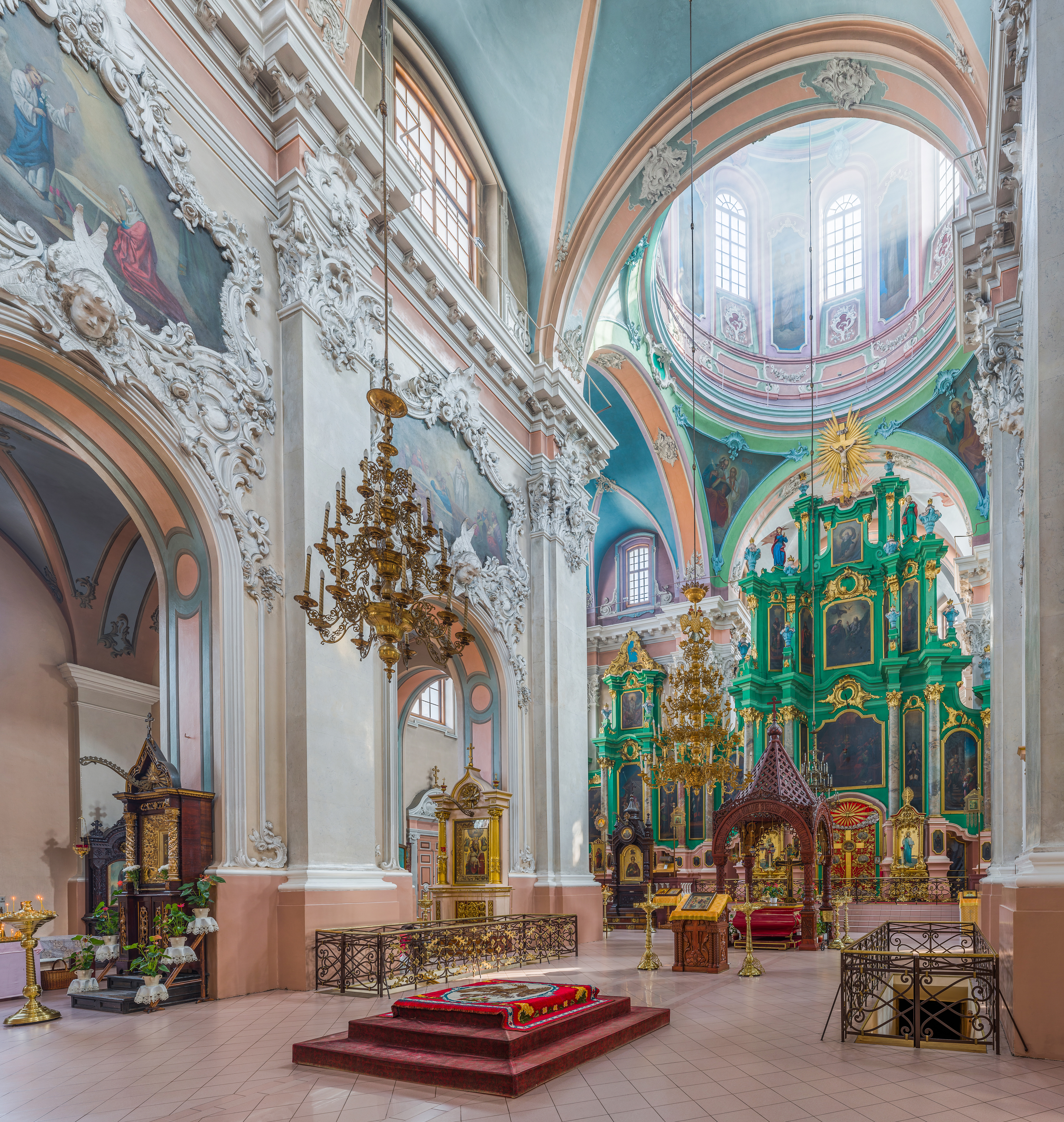
كاتدرائيَّة الروح القدس الروسية الأرثوذكسية في مدينة فيلنيوس.

تصل نسبة الأرثوذكس الشرقيين إلى 4.1% من السكان، معظمهم من الأقلية الروسية. في حين شكل المؤمنين القدماء حوالي 0.8% من مجمل السكان. ويعود حضور الكنيسة في البلاد أساسًا إلى عقد 1721 حين أحتلت الإمبراطورية الروسية الأراضي اللاتيفية، وبرعاية الحكومة الإمبراطورية حصلت الكنيسة الروسية الأرثوذكسية على العديد من الامتيازات، كجزء من برنامجها من ترسيخ الأرثوذكسية في البلاد.

### البروتستانتية

#### اللوثرية
يشكل البروتستانت حوالي 0.8% من السكان، منهم 0.56% ينتمون إلى الكنيسة الإنجيلية اللوثرية في ليتوانيا. يعود تاريخ اللوثرية في ليتوانيا إلى القرن السادس عشر، عندما قدوم الألمان اللوثريين من المناطق الألمانية المجاورة والتي سيطرت عليها مثل ليفونيا وبروسيا الشرقية. أسس المجمع الكنسي كنيسة فيلنيوس المتحدة في عام 1557. في وقت لاحق انتشرت المجتمعات البروتستانتية الصغيرة في جميع أنحاء المناطق الشمالية والغربية من البلاد.
ينتمي غالبية الليتوانيين القاطنين في بروسيا الشرقية وميملاند (منذ عام 1945 منطقة كلايبيدا في ليتوانيا) إلى الكنيسة اللوثرية. ومعظمهم من الذين أعيد توطينهم في ألمانيا الغربية بعد الحرب العالمية الثانية إلى جانب سكان العرقيَّة الألمانيَّة. منذ عام 1945 انخفض اللوثرية البروتستانتية في ليتوانيا.

#### الكالفينية
تأسست الكنيسة الليتوانيَّة الإنجيليَّة وهي كنيسة إصلاحيَّة تاريخيَّة في عام 1557. ومن أبرز أعضاء هذه الكنيسة كان زيمون زاجكوس. في النصف الثاني من القرن السادس عشر انفصل التوحيديين. وتضم الطائفة أكثر من 7,000 عضوًا موزعين على أربعة عشرة جماعة. الكنيسة هي عضو الاتحاد العالمي للكنائس الإصلاحية، والزمالة العالميَّة لكنائس الإصلاح.

#### طوائف بروتستانتية آخرى
تتواجد على أراضي لتوانيا مختلف الكنائس البروتستانتية المختلفة وأنشأت بعثات بروتستانتية في ليتوانيا منذ عام 1990، بما في ذلك الميثوديون والاتحاد المعمداني، والمينونايت.

## الإلترام الديني

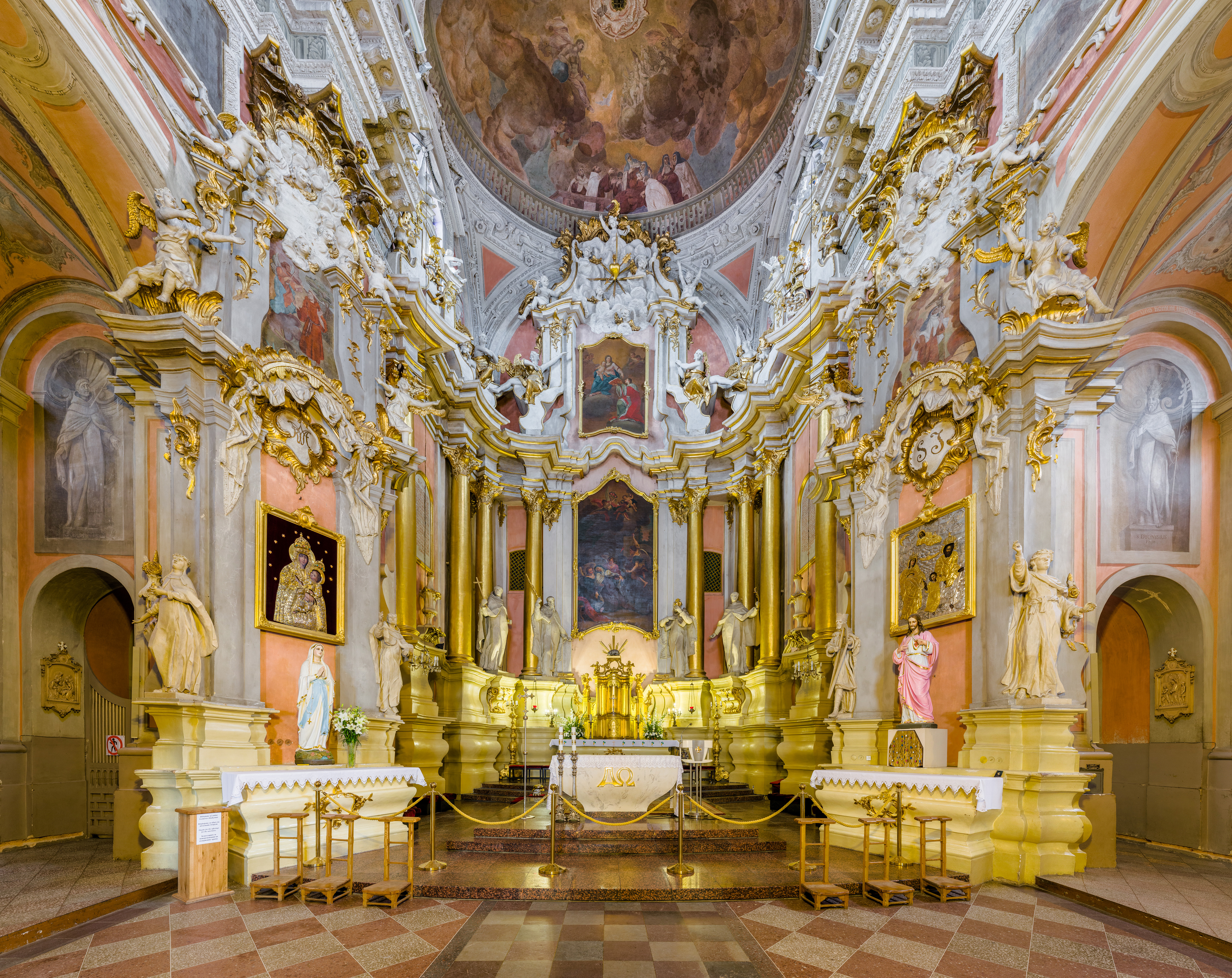
داخل كنيسة القديسة تريزا في مدينة فيلنيوس.

أظهر تقرير أكاديمي بريطاني حول نسب حضور الدين المسيحي في أوساط الشباب الأوروبيين (تتراوح أعمارهم بين 16 - 29) عام 2018 ونشره أستاذ علم اللاهوت في جامعة سانت ماري في لندن «ستيفن بوليفانت»، أنَّ أكبر تجمع للشبّان المسيحيين المتدينين هو في بولندا حيث تبلغ النسبة 83%، وليتوانيا بنسبة 74%، وجمهورية إيرلندا بنسبة 59%، في حين أن أقل نسبة في جمهورية التشيك حيث تبلغ 9%، أما السويد فتبلغ فيها النسبة 18% وهولندا 19%. وبيَّن التقرير أنَّ بولندا هي أكثر الدول تدينًا؛ حيث يرى 17% فقط من الشباب أنفسهم غير متدينين، ويليهم 25% لنفس الفئة العمرية في ليتوانيا.
وجدت دراسة قامت بها مركز بيو للأبحاث عام 2015 أنَّ حوالي 76% من الليتوانيين يؤمنون في الله، وحوالي 58% منهم يعتبرون للدين أهميَّة في حياتهم، ووجدت دراسة قامت بها مركز بيو للأبحاث عام 2015 أنَّ حوالي 10% من الليتوانيين الكاثوليك يُداومون على على حضور القداس على الأقل مرة في الأسبوع، بالمقارنة مع 54% يُداومون على حضور القداس على الأقل مرة في الشهر أو السنة. في حين أنَّ 16% من الليتوانيين الكاثوليك يُداومون على الصلاة يوميًا.
وقد وجدت الدراسة أيضًا أنَّ حوالي 68% من الليتوانيين الكاثوليك يُداوم على طقس المناولة ويصوم حوالي 57% خلال فترات الصوم. ويقدم حوالي 18% منهم الصدقة أو العُشور، ويقرأ حوالي 14% الكتاب المقدس على الأقل مرة في الشهر، في حين يشارك 13% معتقداتهم مع الآخرين. ويملك حوالي 67% من الليتوانيين الكاثوليك أيقونات مقدسة في منازلهم، ويضيء حوالي 46% الشموع في الكنيسة، ويرتدي 34% الرموز المسيحيَّة. عمومًا حصل حوالي 99% من مجمل الليتوانيين الكاثوليك على سر المعمودية، ويقوم 66% من الأهالي الليتوانيين الكاثوليك بالتردد مع أطفالهم للكنائس، ويقوم 55% بإلحاق أولادهم في مؤسسات للتعليم الديني و33% بالمداومة على قراءة الكتاب المقدس والصلاة مع أولادهم.

### الهوية
قال حوالي 56% من الليتوانيين أن كون المرء مسيحيًا هو جزءًا «هامًا ومركزي» أو إلى «حد ما» من الهوية الوطنية. وينقسم الليتوانيين الكاثوليك بين أولئك الذين يقولون أن جوهر هويتهم المسيحيَّة هي في المقام الأول مسألة دينيَّة (32%)، وأولئك الذين يقولون أن هويتهم المسيحيَّة مرتبطة أساسًا بالتقاليد العائلية أو الهوية الوطنية (48%)، وأولئك الذين يقولون أنَّ هويتهم المسيحيَّة هي مزيج من الدين والتقاليد العائلية أو الهوية الوطنية (17%).
بحسب الدراسة أعرب حوالي 66% من الليتوانيين الكاثوليك بأنَّ هويتهم المسيحيَّة هي مصدر فخر واعتزاز بالنسبة لهم، في حين قال 37% من الليتوانيين الكاثوليك أنَّ لديهم شعور قوي بالانتماء للمجتمع الكاثوليكي في العالم، وقال 98% من الليتوانيين الكاثوليك أنَّه سيربي أبناه على الديانة المسيحيَّة. ويوافق 56% من الليتوانيين على التصريح أنَّ الكاثوليكيَّة هي عاملًا هامًا في الهوية الوطنيّة.

## معرض الصور

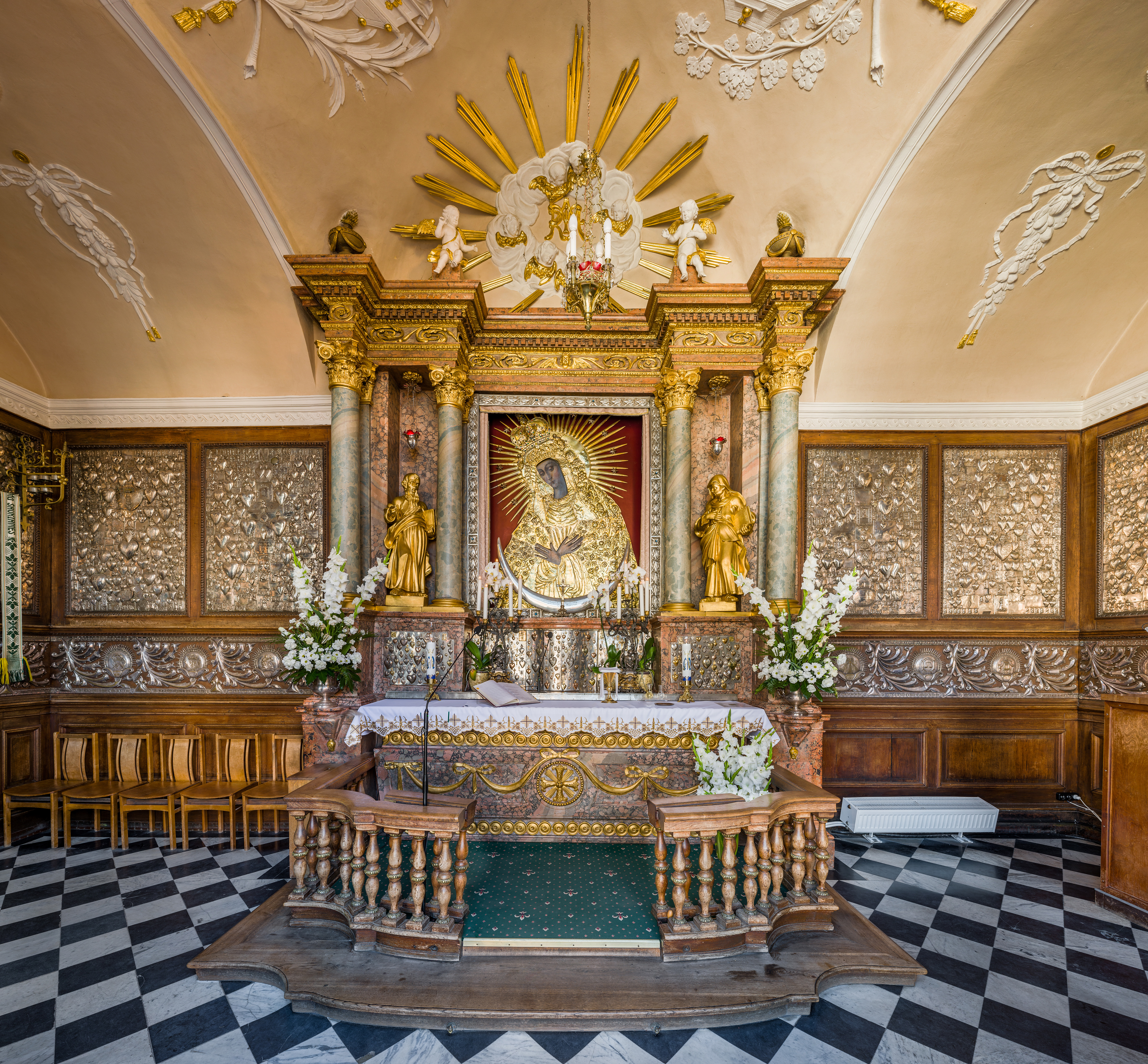
أيقونة سيدة داون في فيلنيوس القديمة
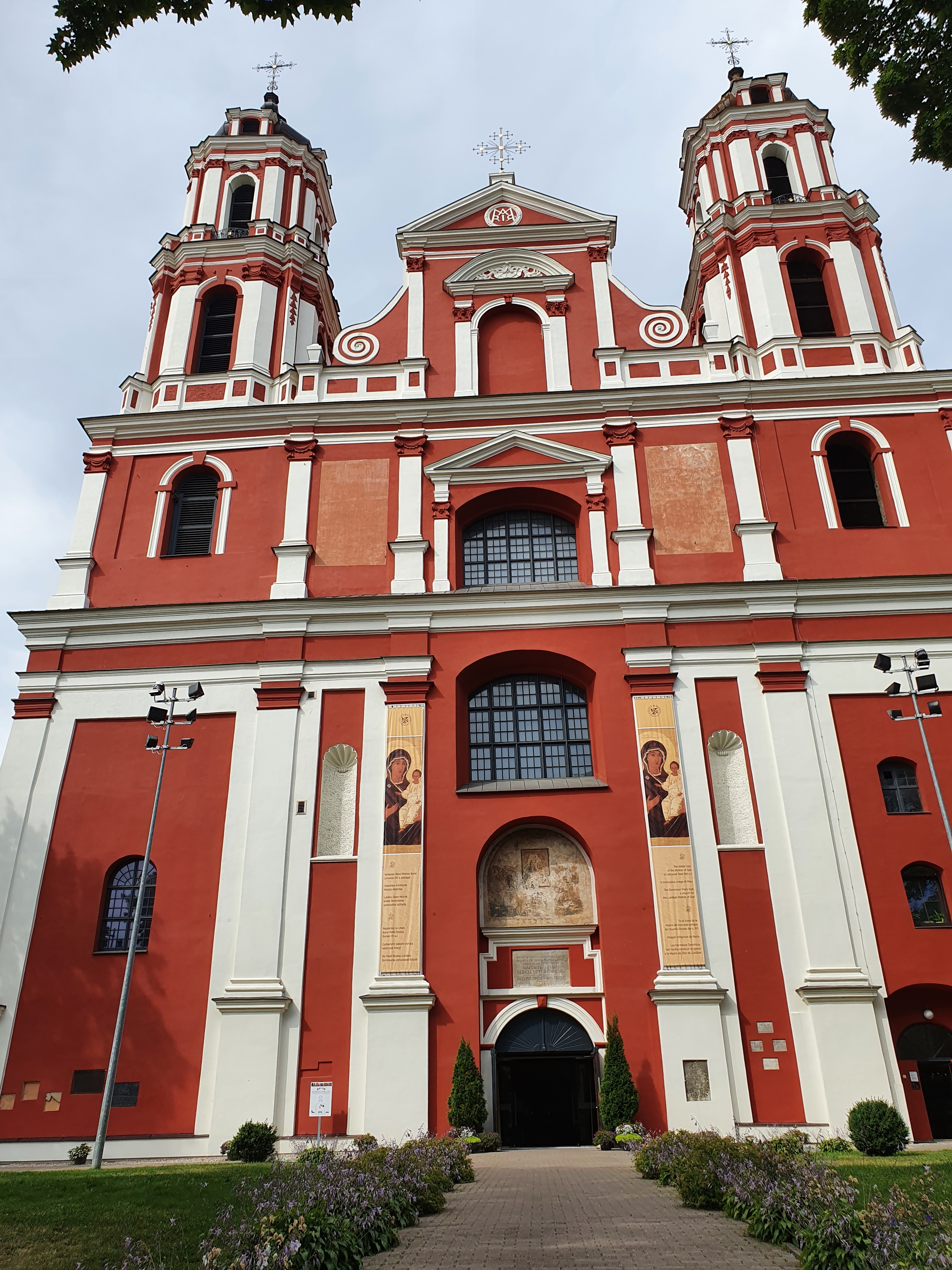
كنيسة القديس فيليب ويعقوب
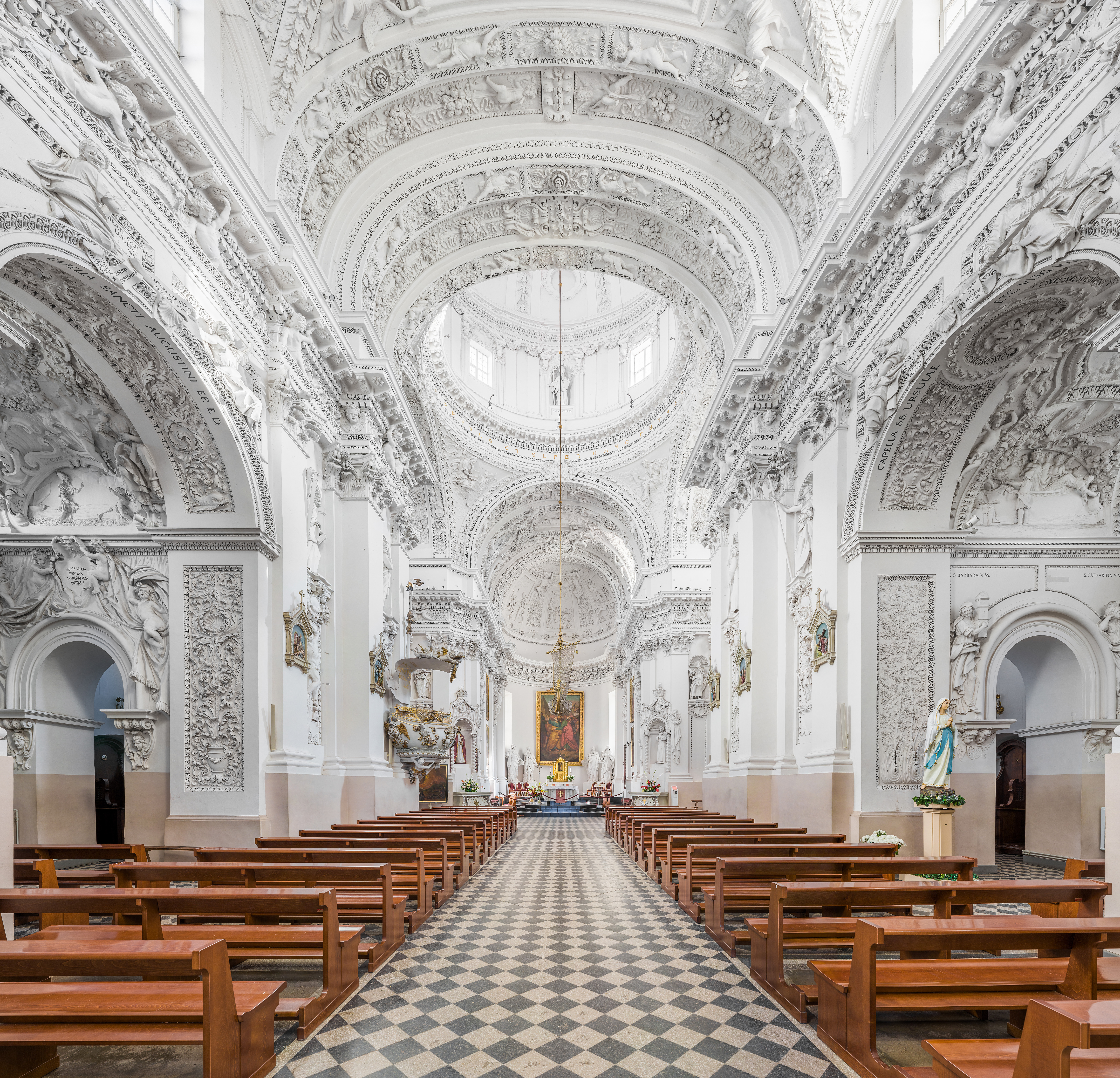
كنيسة القديس بطرس وبولس في فيلنيوس
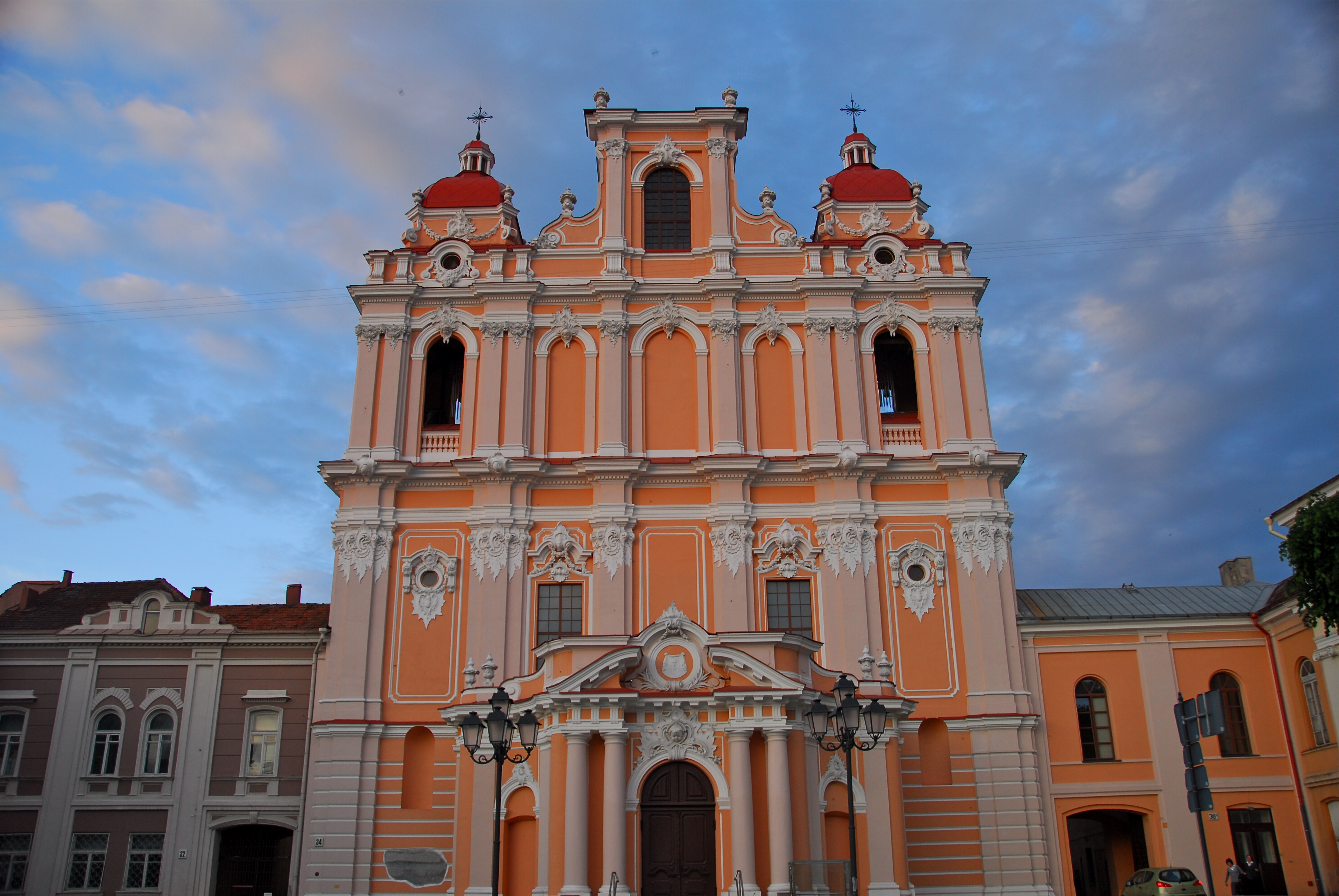
كنيسة القديس كازيمير في فيلنيوس القديمة
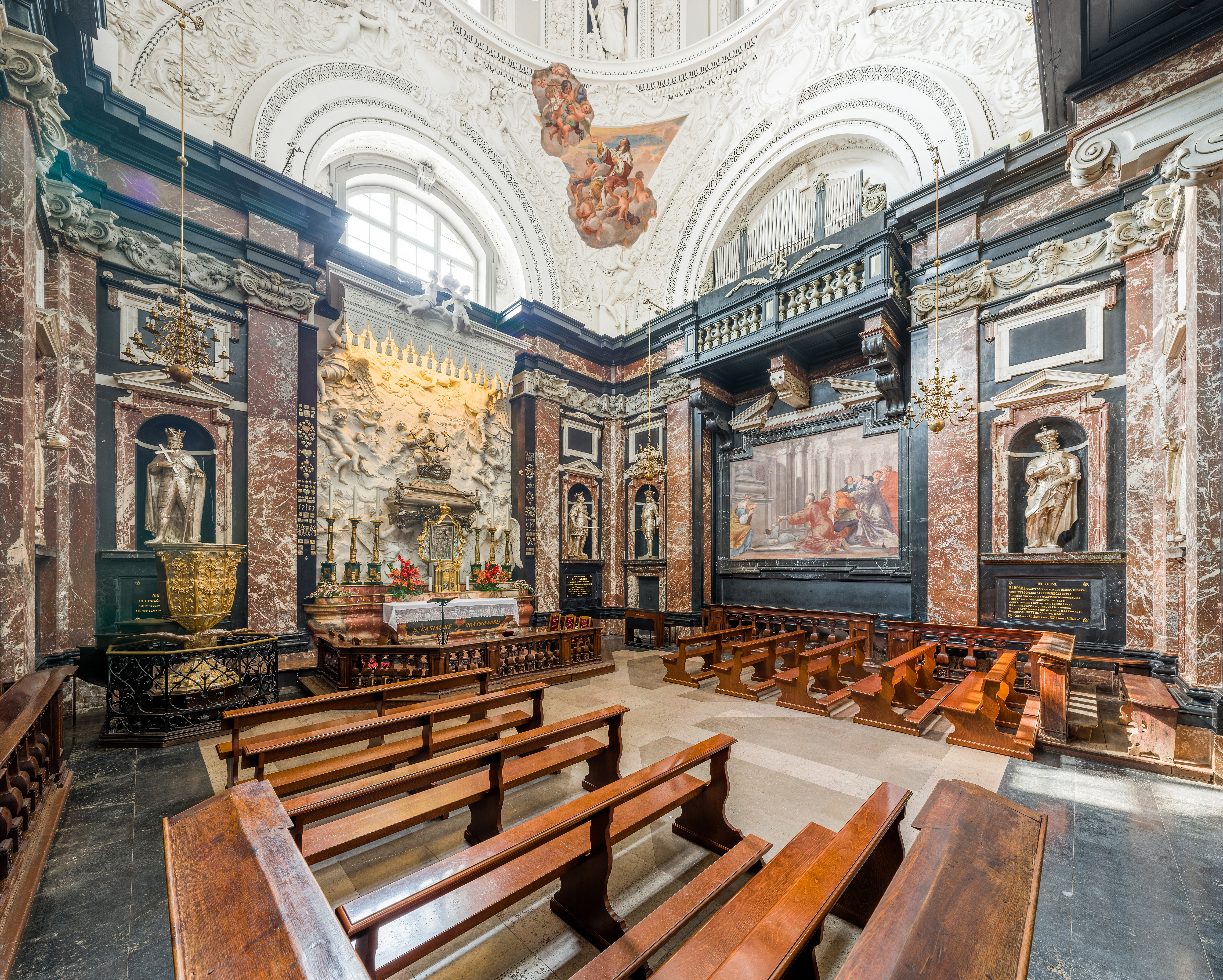
مصلى القديس كازيمير في فيلنيوس
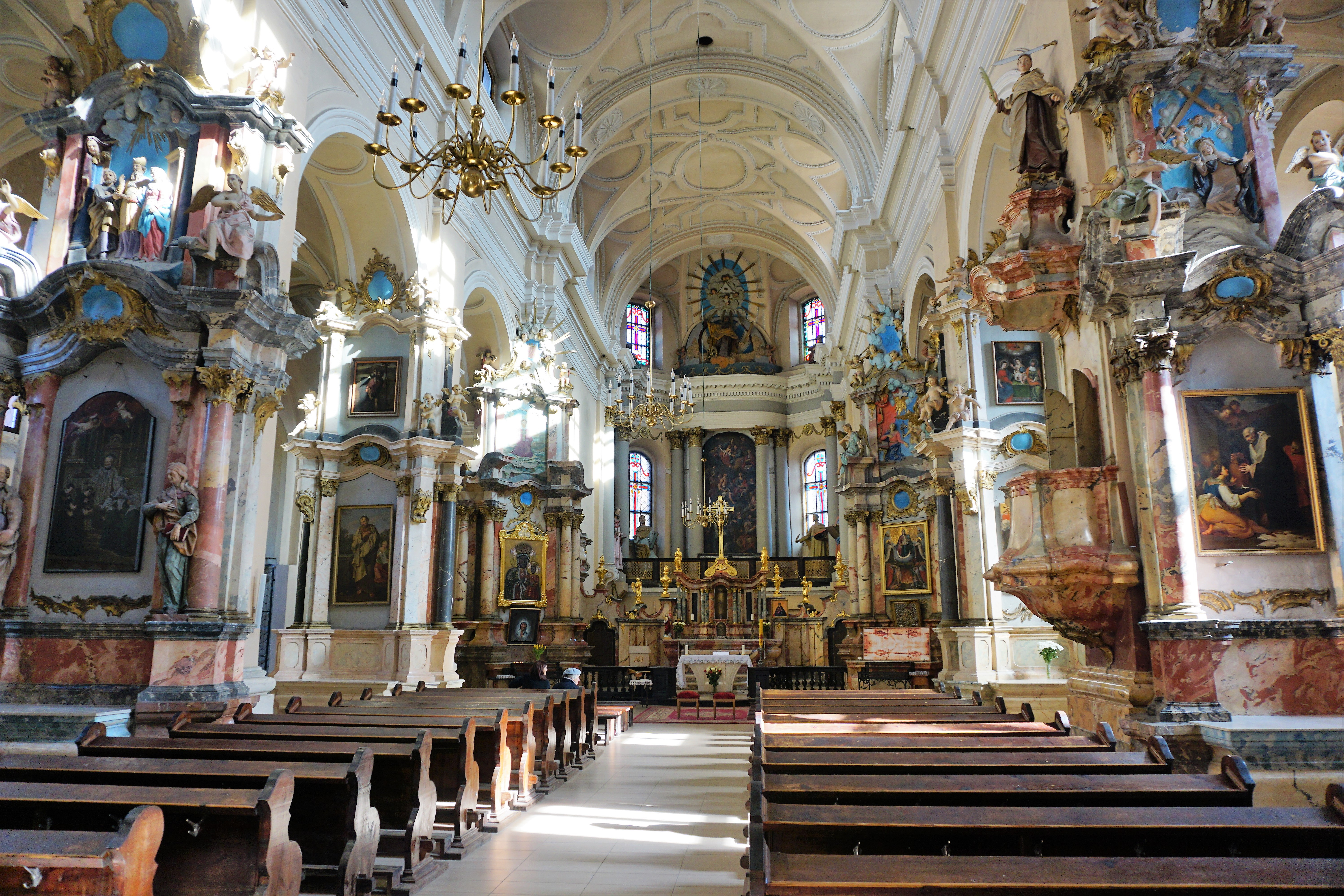
داخل كنيسة جميع القديسين
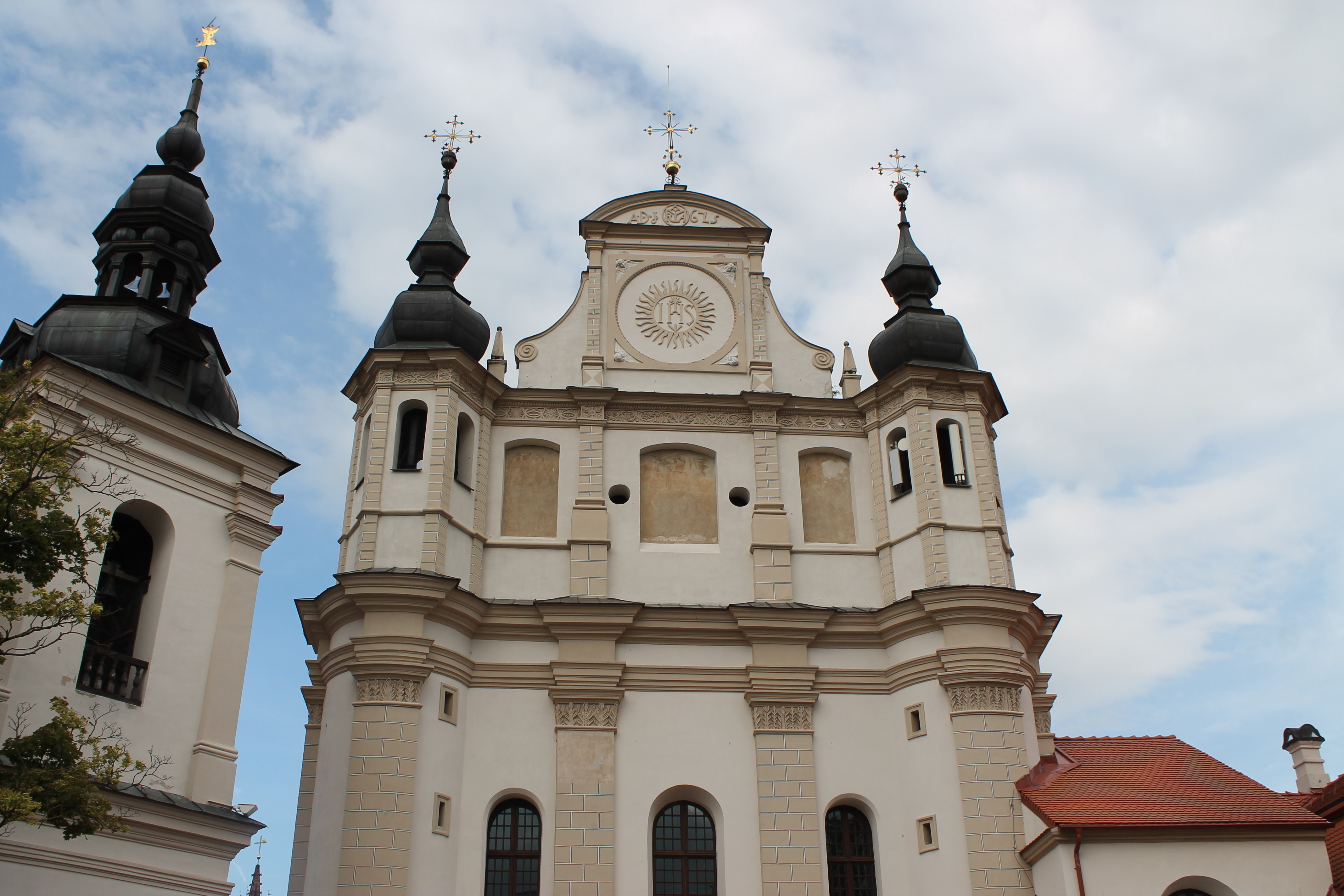
كنيسة الملاك ميخائيل
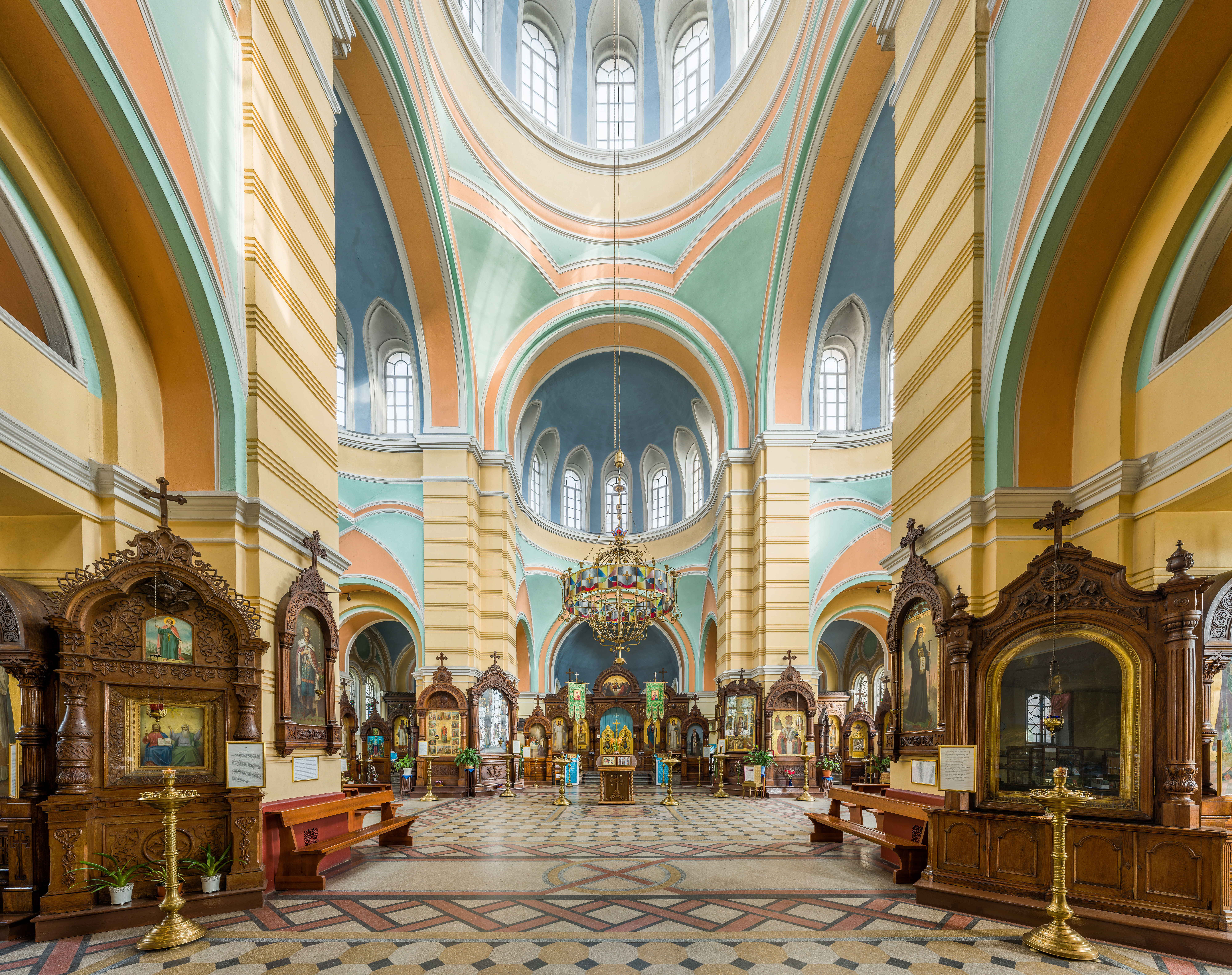
داخل كنيسة سيدة البشارة الروسية الأرثوذكسية في فيلنيوس
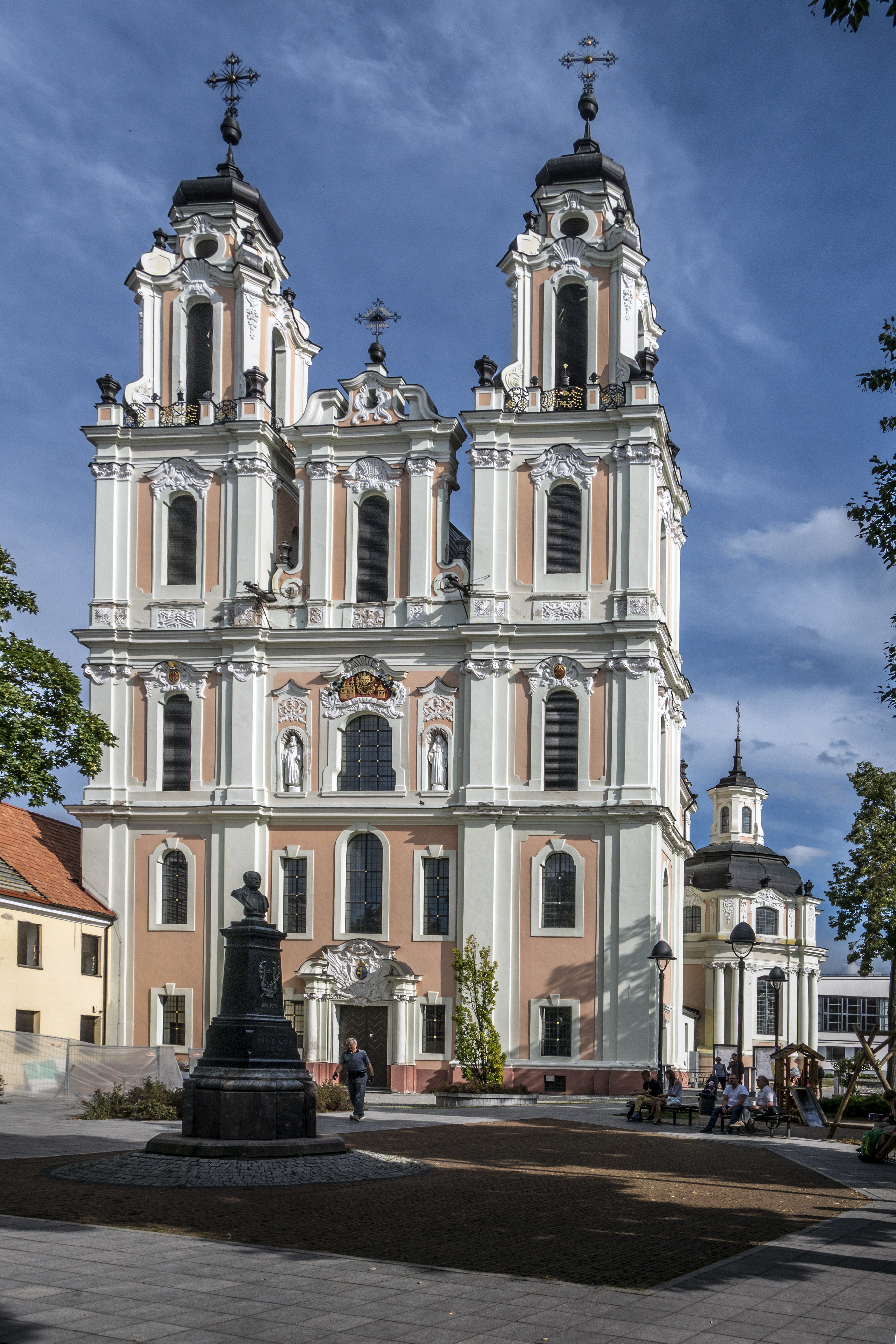
كنيسة القديسة كاترين في فيلنيوس
كنيسة القديس يوحنا في باحة جامعة فيلنيوس